# Dodecatheon jeffreyi
Espèce
Classification phylogénétique
Dodecatheon jeffreyi est une espèce de plantes à fleurs de la famille des Primulacées se trouvant à l'ouest de l'Amérique du Nord. Son épithète lui a été donné en hommage au botaniste américain d'origine écossaise John Jeffrey.
Synonyme :
- Primula jeffreyi (Van Houtte) A.R.Mast & Reveal

## Habitat
La plante est présente dans les régions côtières et montagneuses de l'ouest de l'Amérique du Nord, de la Californie jusqu'en Alaska en passant par la Colombie-Britannique. Plus à l'est, elle est présente jusque dans le Wyoming, l'Idaho et le Montana. Elle est ainsi présente dans les régions montagneuses et humides de la chaîne des Cascades, comme dans le parc national du Mont Rainier.

## Description
Dodecatheon jeffreyi est une plante vivace dont les feuilles légèrement ridées partent du sol. De la base part une fine tige de couleur noire coiffée d'une inflorescence composée de 3 à 18 fleurs. Les fleurs sont orientées vers le sol au début mais pointent ensuite de plus en plus vers le haut avec l'âge. Elles disposent de quatre ou cinq sépales de couleur rose, lavande ou blanche. La base des sépales a une tache jaune brillant.
La tribu amérindienne Nlaka'pamux considérait la plante comme un bon présage et ils l'utilisaient en tant qu'amulette et charme d'amour.